# Чулков, Алексей Петрович (врач)
Алексе́й Петро́вич Чулко́в (30 марта 1925, Краснококшайск, Марийская автономная область, РСФСР, СССР ― 29 августа 2007, Ульяновск, Россия) ― советский врач-ортопед, изобретатель, кандидат медицинских наук. Организатор и заведующий травматологическим отделением Ульяновской областной больницы и внештатный главный травматолог Ульяновской области (1955―1984). Заслуженный врач РСФСР (1975). Участник Великой Отечественной войны.

## Биография
Родился 30 марта 1925 года в г. Краснококшайске Марийской автономной области.
В 1930 году вместе с семьёй переехал в г. Казань. В 1940 году после окончания 7-летней школы он поступил в Казанский электротехникум связи.
В феврале 1943 года призван в Красную армию. Участник Великой Отечественной войны: окончил пулемётно-миномётные курсы, с мая 1943 года начал боевой путь в составе 9-й гвардейской воздушно-десантной бригады, рядовой. С февраля 1944 года служил связистом 298-го гвардейского стрелкового полка на Карельском фронте. В июне 1944 года участвовал в форсировании реки Свири. В одном из боев был тяжело ранен в голову, ногу, спину, контужен. Демобилизовался из армии в 1945 году. Награждён орденом Отечественной войны I степени и медалями.
По окончании войны в 1945 году завершил обучение в Казанском электротехникуме связи. В 1951 году с отличием окончил Казанский медицинский институт.
В 1955 году окончил клиническую ординатуру Казанского института травматологии и ортопедии.
В 1955 году по окончании ординатуры был направлен на работу в Ульяновскую областную больницу (бывшая Александровская губернская больница): был назначен на должность заведующего травматологическим отделением областной больницы и внештатного главного травматолога Ульяновской области. Вышел на пенсию в 1984 году, при этом продолжал работать врачом-травматологом до 1998 года.
Скончался 29 августа 2007 года в Ульяновске, похоронен на Северном кладбище. 

## Врачебная деятельность
Ещё в годы в школе проявлял интерес к технике и конструированию, а в годы учёбы в институте стал изучать предложенный в 1952 году компрессионный аппарат Г. А. Илизарова, который использовался при лечении свежих переломов, несросшихся переломов, ложных суставов и в удлинении конечностей.
Во время работы в Ульяновской областной больнице обращался на крупные станкостроительные предприятия г. Ульяновска, где в порядке шефской помощи для нужд больницы стали изготовлять необходимые для лечения переломов металлические приспособления и конструкции.
В 1956 году прошёл специализацию в нейрохирургическом институте в Москве, что позволило проводить в отделении операции с черепно-мозговыми травмами. Изобрёл 3 модификации функциональных шин для консервативного лечения переломов костей нижних конечностей методом постоянного скелетного вытяжения. 
В 1961 году создал оригинальную конструкцию функциональной шины для лечения переломов костей бедра и голени. В этом же году его функциональная шина демонстрировалась на выставке Министерства здравоохранения РСФСР, а в 1963 году она была удостоена призовой премии на ВДНХ. 
В 1962 году создал вторую конструкцию функциональной шины, которая затем была испытана в Центральном научно-исследовательском институте травматологии и ортопедии в Москве. Известный советский ученый-травматолог, академик Академии медицинских наук СССР М. В. Волков высоко оценил изобретение А. П. Чулкова. В том же году предложил новаторскую конструкцию дистракционно-компрессионного аппарата для лечения свежих переломов костей голени как дистракционным, так и компрессионным методом. В 1966 году изобрёл третью шину с плоскостным вытяжением – балансирующую. 
В 1955―1976 годах под его руководством было проведено более 6000 операций. Травматологическое отделение во главе с А. П. Чулковым стало не только лечебным, но научным и организационно-методическим центром областной травматологической службы. Много внимания уделял молодым кадрам: при нём отделение превратилось в ведущий центр подготовки хирургов для работы в районных больницах, здесь проводились обучающие семинары и научно-практические конференции с участием врачей из соседних регионов Среднего Поволжья. Он получал консультативную помощь и научную поддержку своих новаторских идей и изобретений в Центральном научно-исследовательском институте травматологии и ортопедии, Казанском институте травматологии и ортопедии, Куйбышевском медицинском институте. 
В 1965 году защитил кандидатскую диссертацию «Лечение переломов костей голени дистракционным и компрессионным методами с дозированием при компрессии» в Куйбышевском медицинском институте. В мае 1969 года для координации научно-практической работы в Ульяновской области возглавил научное общество.
Врач высшей квалификационной категории. Награждён нагрудными знаками и медалями. 

## Звания и награды
- Заслуженный врач РСФСР (5 ноября 1975) ― за заслуги в области народного здравоохранения[2][3]
- Нагрудный знак «Отличник здравоохранения»[2][3]
- Орден Октябрьской Революции[2][3]
- Орден Отечественной войны I степени (06.04.1985)
- Медаль «За боевые заслуги» (08.06.1967)
- Медаль «За победу над Германией в Великой Отечественной войне 1941—1945 гг.»
- Медаль «За доблестный труд. В ознаменование 100-летия со дня рождения Владимира Ильича Ленина» (1970)

## Память
В Государственном архиве Ульяновской области хранится личный фонд заслуженного врача РСФСР А. П. Чулкова, состоящий из 21 единицы хранения. Здесь хранятся документы биографического и служебного  характера, результаты его профессиональной и научной деятельности (публикации в научных журналах, диссертационное исследование и автореферат, научные отзывы на его работы), описания изобретений и авторские свидетельства на них, фотографии с фиксацией медицинских аппаратов и приспособлений, результатов изобретений и лечения пациентов.  